# Chan Hao-ching
Chan Hao-ching (chiń. trad. 詹皓晴; pinyin Zhān Hàoqíng; ur. 19 września 1993 w Tajpej) – tenisistka z Chińskiego Tajpej, finalistka Wimbledonu 2017 w grze podwójnej oraz Wimbledonu 2014 i US Open 2017 w grze mieszanej, medalistka igrzysk azjatyckich i uniwersjady.

## Kariera tenisowa
Specjalizuje się w grze deblowej. Jest młodszą siostrą tenisistki Latishy Chan i to ona jest najczęściej jej partnerką. Siostry Chan wygrały razem dziesięć turniejów WTA Tour. Wygrywała też turnieje z Kristiną Mladenovic, Tímeą Babos i Anabel Mediną Garrigues. W 2017 roku razem z Monicą Niculescu osiągnęła finał Wimbledonu, w którym lepsze okazały się Jekatierina Makarowa i Jelena Wiesnina.
W sezonie 2014 wystąpiła razem z Maksem Mirnym w zawodach wielkoszlemowych w grze mieszanej na kortach trawiastych Wimbledonu. Mikst awansował do finału rozgrywek, w którym przegrał z Samanthą Stosur i Nenadem Zimonjiciem wynikiem 4:6, 2:6. Do finału rozgrywek gry mieszanej awansowała także w 2017 roku podczas US Open, przegrywając razem z Michaelem Venusem wynikiem 1:6, 6:4, 8–10 z Martiną Hingis i Jamiem Murrayem. Ten sam wynik para powtórzyła w 2019 roku, tym razem ulegając Bethanie Mattek-Sands i Jamiemu Murrayowi 2:6, 3:6.
W zawodach cyklu WTA Tour Tajwanka wygrała dwadzieścia turniejów w grze podwójnej z trzydziestu siedmiu rozegranych finałów. Triumfowała też w dwóch turniejach deblowym w cyklu WTA 125K series.

## Historia występów wielkoszlemowych
Legenda
     W, wygrany turniej
      F, przegrana w finale
      SF, przegrana w półfinale
      QF, przegrana w ćwierćfinale
     xR, przegrana w x rundzie
     A, brak startu
     NH, turniej nie odbył się

### Występy w grze pojedynczej
Chan Hao-ching nigdy nie startowała w rozgrywkach gry pojedynczej podczas turniejów wielkoszlemowych.
| Sezon                  | 2007 | 2008 | 2009 | 2010 | 2011 | 2012 | 2013 | 2014 | 2015–2016 | 2017 | 2018 | 2019 | 2020 | 2021 | 2022 | 2023 | 2024 |
| ---------------------- | ---- | ---- | ---- | ---- | ---- | ---- | ---- | ---- | --------- | ---- | ---- | ---- | ---- | ---- | ---- | ---- | ---- |
| Ranking na koniec roku | –    | –    | –    | –    | –    | –    | 1195 | 1237 | –         | –    | –    | –    | –    | –    | –    | –    | 1094 |

### Występy w grze podwójnej
| Australian Open          | A   | A   | A   | A   | A  | 1R | 3R | 1R | QF | 1R | 3R | QF | SF | 1R | A  | QF | 2R | 3R | 0 / 12 | 20 – 12 |  |  |  |  |  |  |  |
| French Open              | A   | A   | A   | A   | 3R | 2R | 2R | 3R | QF | 3R | SF | 2R | A  | 3R | 1R | QF | 3R |    | 0 / 12 | 22 – 12 |  |  |  |  |  |  |  |
| Wimbledon                | A   | A   | A   | A   | 1R | 1R | 1R | 3R | 2R | F  | 2R | 3R | NH | QF | QF | 2R | 3R |    | 0 / 12 | 20 – 12 |  |  |  |  |  |  |  |
| US Open                  | A   | A   | A   | A   | 1R | 1R | 2R | QF | 2R | QF | 2R | 2R | A  | 1R | 3R | 2R | SF |    | 0 / 12 | 17 – 12 |  |  |  |  |  |  |  |
|                          |     |     |     |     |    |    |    |    |    |    |    |    |    |    |    |    |    |    |        |         |  |  |  |  |  |  |  |
| Ranking na koniec sezonu | 556 | 785 | 479 | 119 | 50 | 26 | 27 | 12 | 12 | 17 | 25 | 15 | 15 | 32 | 40 | 21 | 16 |    | 0 / 48 | 79 – 48 |  |  |  |  |  |  |  |

### Występy w grze mieszanej
| Australian Open | A | A | A | A | A | A  | 1R | 2R | 1R | 1R | 2R | 2R | 2R | 1R | A  | 1R | 1R | 1R | 0 / 11 | 4 – 11  |  |  |  |  |  |  |  |
| French Open     | A | A | A | A | A | A  | 1R | 1R | QF | 2R | 1R | QF | NH | 1R | 2R | QF | 1R |    | 0 / 10 | 8 – 10  |  |  |  |  |  |  |  |
| Wimbledon       | A | A | A | A | A | 1R | F  | 1R | 2R | 2R | 3R | 2R | NH | A  | 1R | 1R | 1R |    | 0 / 10 | 5 – 10  |  |  |  |  |  |  |  |
| US Open         | A | A | A | A | A | QF | 2R | A  | 2R | F  | 1R | F  | NH | 1R | A  | 1R | 1R |    | 0 / 9  | 12 – 9  |  |  |  |  |  |  |  |
|                 |   |   |   |   |   |    |    |    |    |    |    |    |    |    |    |    |    |    |        |         |  |  |  |  |  |  |  |
|                 |   |   |   |   |   |    |    |    |    |    |    |    |    |    |    |    |    |    | 0 / 38 | 29 – 38 |  |  |  |  |  |  |  |

## Finały turniejów WTA
| Legenda                     | Legenda |
| --------------------------- | ------- |
| Wielki Szlem                |         |
| Igrzyska olimpijskie        |         |
| WTA Tour Championships      |         |
| 2009 – 2020                 |         |
| WTA Premier Mandatory       |         |
| WTA Premier 5               |         |
| WTA Premier                 |         |
| WTA International Series    |         |
| WTA 125K series (2012–2020) |         |
| od 2021                     |         |
| WTA 1000 (obowiązkowe)      |         |
| WTA 1000 (nieobowiązkowe)   |         |
| WTA 500                     |         |
| WTA 250                     |         |
| WTA 125                     |         |

### Gra podwójna 41 (21–20)
| Końcowy wynik | Nr  | Data                 | Turniej      | Nawierzchnia   | Partnerka               | Przeciwniczki                               | Wynik finału      |
| ------------- | --- | -------------------- | ------------ | -------------- | ----------------------- | ------------------------------------------- | ----------------- |
| Finalistka    | 1.  | 12 lutego 2012       | Pattaya      | Twarda         | Chan Yung-jan           | Sania Mirza Anastasija Rodionowa            | 6:3, 1:6, 8–10    |
| Finalistka    | 2.  | 4 marca 2012         | Kuala Lumpur | Twarda         | Rika Fujiwara           | Chang Kai-chen Chuang Chia-jung             | 5:7, 4:6          |
| Zwyciężczyni  | 1.  | 5 stycznia 2013      | Shenzhen     | Twarda         | Chan Yung-jan           | Iryna Buriaczok Walerija Sołowjowa          | 6:0, 7:5          |
| Zwyciężczyni  | 2.  | 4 maja 2013          | Oeiras       | Ceglana        | Kristina Mladenovic     | Darija Jurak Katalin Marosi                 | 7:6(3), 6:2       |
| Finalistka    | 3.  | 5 sierpnia 2013      | Carlsbad     | Twarda         | Janette Husárová        | Raquel Kops-Jones Abigail Spears            | 4:6, 1:6          |
| Finalistka    | 4.  | 28 września 2013     | Tokio        | Twarda         | Liezel Huber            | Cara Black Sania Mirza                      | 6:4, 0:6, 9–11    |
| Finalistka    | 5.  | 6 kwietnia 2014      | Charleston   | Ceglana        | Chan Yung-jan           | Anabel Medina Garrigues Jarosława Szwiedowa | 6:7(4), 2:6       |
| Zwyciężczyni  | 3.  | 20 kwietnia 2014     | Kuala Lumpur | Twarda         | Tímea Babos             | Chan Yung-jan Zheng Saisai                  | 6:3, 6:4          |
| Zwyciężczyni  | 4.  | 21 czerwca 2014      | Eastbourne   | Trawiasta      | Chan Yung-jan           | Martina Hingis Flavia Pennetta              | 6:3, 5:7, 10–7    |
| Zwyciężczyni  | 5.  | 15 lutego 2015       | Pattaya      | Twarda         | Chan Yung-jan           | Shūko Aoyama Tamarine Tanasugarn            | 2:6, 6:4, 10–3    |
| Zwyciężczyni  | 6.  | 23 maja 2015         | Norymberga   | Ceglana        | Anabel Medina Garrigues | Lara Arruabarrena Raluca Olaru              | 6:4, 7:6(5)       |
| Zwyciężczyni  | 7.  | 23 sierpnia 2015     | Cincinnati   | Twarda         | Chan Yung-jan           | Casey Dellacqua Jarosława Szwiedowa         | 7:5, 6:4          |
| Zwyciężczyni  | 8.  | 19 września 2015     | Tokio        | Twarda         | Chan Yung-jan           | Misaki Doi Kurumi Nara                      | 6:1, 6:2          |
| Finalistka    | 6.  | 26 września 2015     | Tokio        | Twarda         | Chan Yung-jan           | Garbiñe Muguruza Carla Suárez Navarro       | 5:7, 1:6          |
| Finalistka    | 7.  | 10 października 2015 | Pekin        | Twarda         | Chan Yung-jan           | Martina Hingis Sania Mirza                  | 7:6(9), 1:6, 8–10 |
| Zwyciężczyni  | 9.  | 14 lutego 2016       | Kaohsiung    | Twarda         | Chan Yung-jan           | Eri Hozumi Miyu Katō                        | 6:4, 6:3          |
| Zwyciężczyni  | 10. | 28 lutego 2016       | Doha         | Twarda         | Chan Yung-jan           | Sara Errani Carla Suárez Navarro            | 6:3, 6:3          |
| Finalistka    | 8.  | 25 czerwca 2016      | Eastbourne   | Trawiasta      | Chan Yung-jan           | Darija Jurak Anastasija Rodionowa           | 7:5, 6:7(4), 6–10 |
| Zwyciężczyni  | 11. | 16 października 2016 | Hongkong     | Twarda         | Chan Yung-jan           | Naomi Broady Heather Watson                 | 6:3, 6:1          |
| Zwyciężczyni  | 12. | 5 lutego 2017        | Tajpej       | Twarda (hala)  | Chan Yung-jan           | Lucie Hradecká Kateřina Siniaková           | 6:4, 6:2          |
| Finalistka    | 9.  | 27 maja 2017         | Strasburg    | Ceglana        | Chan Yung-jan           | Ashleigh Barty Casey Dellacqua              | 4:6, 2:6          |
| Finalistka    | 10. | 25 czerwca 2017      | Birmingham   | Trawiasta      | Zhang Shuai             | Ashleigh Barty Casey Dellacqua              | 1:6, 6:2, 8–10    |
| Finalistka    | 11. | 15 lipca 2017        | Wimbledon    | Trawiasta      | Monica Niculescu        | Jekatierina Makarowa Jelena Wiesnina        | 0:6, 0:6          |
| Zwyciężczyni  | 13. | 15 października 2017 | Hongkong     | Twarda         | Chan Yung-jan           | Lu Jiajing Wang Qiang                       | 6:1, 6:1          |
| Zwyciężczyni  | 14. | 24 lutego 2018       | Dubaj        | Twarda         | Yang Zhaoxuan           | Hsieh Su-wei Peng Shuai                     | 4:6, 6:2, 10–6    |
| Finalistka    | 12. | 5 stycznia 2019      | Brisbane     | Twarda         | Latisha Chan            | Nicole Melichar Květa Peschke               | 1:6, 1:6          |
| Zwyciężczyni  | 15. | 12 stycznia 2019     | Hobart       | Twarda         | Latisha Chan            | Kirsten Flipkens Johanna Larsson            | 6:3, 3:6, 10–6    |
| Zwyciężczyni  | 16. | 16 lutego 2019       | Doha         | Twarda         | Latisha Chan            | Anna-Lena Grönefeld Demi Schuurs            | 6:1, 3:6, 10–6    |
| Zwyciężczyni  | 17. | 29 czerwca 2019      | Eastbourne   | Trawiasta      | Latisha Chan            | Kirsten Flipkens Bethanie Mattek-Sands      | 2:6, 6:3, 10–6    |
| Zwyciężczyni  | 18. | 21 września 2019     | Osaka        | Twarda         | Latisha Chan            | Hsieh Su-wei Hsieh Yu-chieh                 | 7:5, 7:5          |
| Finalistka    | 13. | 7 lutego 2021        | Melbourne    | Twarda         | Latisha Chan            | Barbora Krejčíková Kateřina Siniaková       | 3:6, 6:7(4)       |
| Finalistka    | 14. | 7 sierpnia 2022      | San Jose     | Twarda         | Shūko Aoyama            | Xu Yifan Yang Zhaoxuan                      | 5:7, 0:6          |
| Zwyciężczyni  | 19. | 5 lutego 2023        | Hua Hin      | Twarda         | Wu Fang-hsien           | Wang Xinyu Zhu Lin                          | 6:1, 7:6(6)       |
| Finalistka    | 15. | 12 lutego 2023       | Abu Zabi     | Twarda         | Shūko Aoyama            | Luisa Stefani Zhang Shuai                   | 6:3, 2:6, 8–10    |
| Finalistka    | 16. | 25 lutego 2023       | Dubaj        | Twarda         | Latisha Chan            | Wieronika Kudiermietowa Ludmiła Samsonowa   | 4:6, 7:6(4), 1–10 |
| Finalistka    | 17. | 8 października 2023  | Pekin        | Twarda         | Giuliana Olmos          | Marie Bouzková Sara Sorribes Tormo          | 6:3, 0:6, 4–10    |
| Zwyciężczyni  | 20. | 13 stycznia 2024     | Hobart       | Twarda         | Giuliana Olmos          | Guo Hanyu Jiang Xinyu                       | 6:3, 6:3          |
| Zwyciężczyni  | 21. | 21 kwietnia 2024     | Stuttgart    | Ceglana (hala) | Wieronika Kudiermietowa | Ulrikke Eikeri Ingrid Neel                  | 4:6, 6:3, 10–2    |
| Finalistka    | 18. | 23 czerwca 2024      | Berlin       | Trawiasta      | Wieronika Kudiermietowa | Wang Xinyu Zheng Saisai                     | 2:6, 5:7          |
| Finalistka    | 19. | 29 czerwca 2024      | Bad Homburg  | Trawiasta      | Wieronika Kudiermietowa | Nicole Melichar-Martinez Ellen Perez        | 6:4, 3:6, 8–10    |
| Finalistka    | 20. | 6 października 2024  | Pekin        | Twarda         | Wieronika Kudiermietowa | Sara Errani Jasmine Paolini                 | 4:6, 4:6          |

### Gra mieszana 3 (0–3)
| Końcowy wynik | Nr | Data            | Turniej   | Nawierzchnia | Partner       | Przeciwnicy                        | Wynik finału   |
| ------------- | -- | --------------- | --------- | ------------ | ------------- | ---------------------------------- | -------------- |
| Finalistka    | 1. | 6 lipca 2014    | Wimbledon | Trawiasta    | Maks Mirny    | Samantha Stosur Nenad Zimonjić     | 4:6, 2:6       |
| Finalistka    | 2. | 9 września 2017 | US Open   | Twarda       | Michael Venus | Martina Hingis Jamie Murray        | 1:6, 6:4, 8–10 |
| Finalistka    | 3. | 6 września 2019 | US Open   | Twarda       | Michael Venus | Bethanie Mattek-Sands Jamie Murray | 2:6, 3:6       |

## Finały turniejów WTA 125K series

### Gra podwójna 2 (2–0)
| Końcowy wynik | Nr | Data             | Turniej | Nawierzchnia    | Partnerka           | Przeciwniczki                   | Wynik finału   |
| ------------- | -- | ---------------- | ------- | --------------- | ------------------- | ------------------------------- | -------------- |
| Zwyciężczyni  | 1. | 4 listopada 2012 | Tajpej  | Dywanowa (hala) | Kristina Mladenovic | Chang Kai-chen Wolha Hawarcowa  | 5:7, 6:2, 10–8 |
| Zwyciężczyni  | 2. | 9 listopada 2014 | Tajpej  | Dywanowa (hala) | Chan Yung-jan       | Chang Kai-chen Chuang Chia-jung | 6:4, 6:3       |

## Występy w Turnieju Mistrzyń

### W grze podwójnej
| Rok  | Rezultat     | Partnerka               | Przeciwniczki                                                                                  | Wynik                               |
| 2015 | Półfinał     | Chan Yung-jan           | Martina Hingis Sania Mirza                                                                     | 4:6, 2:6                            |
| 2016 | Ćwierćfinał  | Chan Yung-jan           | Martina Hingis Sania Mirza                                                                     | 6:7(10), 5:7                        |
| 2019 | Faza grupowa | Latisha Chan            | Tímea Babos Kristina Mladenovic Elise Mertens Aryna Sabalenka Anna-Lena Grönefeld Demi Schuurs | 2:6, 7:5, 6–10 6:7(5), 4:6 2:6, 4:6 |
| 2024 | Półfinał     | Wieronika Kudiermietowa | Kateřina Siniaková Taylor Townsend                                                             | 0:6, 6:7(5)                         |

## Występy w igrzyskach olimpijskich

### Gra podwójna
| Runda                                                                                    | Partnerka         | Przeciwniczki                                       | Wynik          |
| ---------------------------------------------------------------------------------------- | ----------------- | --------------------------------------------------- | -------------- |
|                                                                                          |                   |                                                     |                |
| Letnie Igrzyska Olimpijskie w Rio de Janeiro 2016, reprezentując państwo Chińskie Tajpej |                   |                                                     |                |
| I runda                                                                                  | Chan Yung-jan [3] | Rumunia: Irina-Camelia Begu / Monica Niculescu      | 5:7, 6:4, 6:3  |
| II runda                                                                                 | Chan Yung-jan [3] | Wielka Brytania: Johanna Konta / Heather Watson     | 3:6, 6:0, 6:4  |
| Ćwierćfinał                                                                              | Chan Yung-jan [3] | Szwajcaria: Timea Bacsinszky / Martina Hingis [5]   | 3:6, 0:6       |
|                                                                                          |                   |                                                     |                |
| Letnie Igrzyska Olimpijskie w Tokio 2020, reprezentując państwo Chińskie Tajpej          |                   |                                                     |                |
| I runda                                                                                  | Latisha Chan [5]  | Rumunia: Monica Niculescu / Raluca Olaru            | 5:7, 6:1, 6–10 |
|                                                                                          |                   |                                                     |                |
| Letnie Igrzyska Olimpijskie w Paryżu 2024, reprezentując państwo Chińskie Tajpej         |                   |                                                     |                |
| I runda                                                                                  | Latisha Chan [PR] | Czechy: Barbora Krejčíková / Kateřina Siniaková [2] | 4:6, 0:6       |